# Segunda División Peruana 1915
La Segunda División Peruana 1915, denominada como «IV Campeonato de Segunda División de la Liga Peruana de Football 1915», fue la 4.ª edición de la Segunda División del Perú y la 4.ª edición realizada por la ADFP.
El torneo culminó como campeón al club Sport Juan Bielovucic de Lima y con ello ascendiendo al Campeonato Peruano de Fútbol de 1916.
El Club Association F.B.C. de Lima, que descendió del Campeonato Peruano de Fútbol de 1914, no participó en el torneo. A su vez, participó los clubes ascendidos de la tercera división de la temporada pasada.
Unión Miraflores N°2, pese de conseguir el subcampeonato, desistió en ascender. Por lo tanto, el tercer equipo del campeonato el Sport Tacna N°1 ascede a la categoría superior. Los tres últimos equipos descienden a la tercera división de la Liga Peruana de Football.

## Equipos integrantes
- Sport Juan Bielovucic - Campeón
- Unión Miraflores N°2 - Subcampeón
- Sport Tacna N.º 1 Lima - Tercero
- Sport San Jacinto
- Sport Saenz Peña
- Sportivo Varela
- Sportivo Fry N°2
- Sport Nacional Lima
- Sport Progreso de Lima
- Unión Perú FBC
- Alianza Chorrillos
- Sport Inca N°2 del Rímac
- Sportivo Perú
- Atlético Peruano n.º 2
- Sportivo Lima
- Atlético Independencia Chorrillos - desciende
- Lima Sporting Club de Lima  - desciende
- Unión Lima - desciende

### Equipos no participantes
- Association F.B.C. - Descendido de 1.ª División de 1914 no participa y Desciende de 2.ª División.
- Carlos Tenaud N.º 1 de Lima - no participa y desciende de categoría.
- Sporting Bellavista de Miraflores - no participa y desciende de categoría.
- Carlos Tenaud N.º 2 de Lima - no participa y desciende de Categoría.
- Miraflores F.B.C. de Miraflores - no participa y desciende de categoría.
- Sport Calavera de Surco - no participa y desciende de categoría.
- Sport Independencia de Barranco - no participa y desciende de categoría.
- Sport Tacna N.º 1 de Callao - no participa y desciende de categoría.
- Sport Tacna N.º 2 del Callao - no participa y desciende de categoría.
- Sport Vitarte de Ate - no participa y desciende de categoría.
- Sport Magdalena de Magdalena - No participa y Desciende de Categoría.
- Sport Lima de Lima  - No participa y Desciende de Categoría.

| Predecesora: 1914 | Segunda División del Perú 1915 | Sucesora: 1916 |